# 島田一輝
島田 一輝（しまだ かずてる、1969年9月19日 - ）は、千葉県習志野市出身の元プロ野球選手（外野手、右投右打）・コーチ・スカウト。

## 来歴

### プロ入り前
千葉県立柏井高校から東京農業大学へ進学。一般入試での進学ではあったが、大沢紀三男監督に評価され1年秋季リーグからベンチ入りし、巧打の外野手としての活躍した。NTT関東では2年目から都市対抗野球に出場し1994年は補強の3番松中信彦、5番小笠原道大に挟まれて4番を打っている。社会人通算打率.453、17本塁打。1994年度ドラフト会議にて日本ハムファイターズから4位指名を受けて入団。

### プロ入り後
即戦力として期待されていたが、当初は社会人時代までの金属バットの打ち方から抜け出せず、また、故障が続いたことから、二軍でも結果が残せない日々が続いた。1998年には打撃に専念するため内野手（遊撃手）から外野手へ転向。
2000年、巡回コーチに就任した白井一幸から「右足から左足に移動させながら、足を使って打つ」打法を指導され、打撃の感覚を掴んだ。6月に一軍昇格を果たすとそのまま定着する。持ち前の打撃センスを遺憾なく発揮してチームに貢献。特に松坂大輔や斉藤和巳などの大物投手に強いため「ビッグバン打線」の5番打者を任されるようになり、右翼手の定位置を確保した。また、右方向へのバッティングも多く、普通の選手なら絶対に手を出さないような外角低めのスライダーを、右足を引きつつ腰砕けの状態で左手1本で外野手の前に運ぶこともしばしばあった。2003年には、1シーズンで10度もヒーローインタビューを受けたことから、『お立ち台男』の異名も付いた。
チームが北海道へ移転した2004年には代打の切り札として活躍し、チームのプレーオフ進出に貢献した。この年起こったプロ野球再編問題から発展した日本初のプロ野球ストライキ明けの初戦となった9月20日の対福岡ダイエーホークス戦（札幌ドーム）試合前に「一昨日、昨日と試合できなくてゴメンJoy」と称し、5人の同僚外野手で『秘密戦隊ゴレンジャー』のかぶりもの（仮面）を被ってシートノックを受けるというパフォーマンスを披露した（アカレンジャー：森本稀哲、アオレンジャー：島田、キレンジャー：新庄剛志、モモレンジャー：石本努、ミドレンジャー：坪井智哉）。
2005年4月15日の対東北楽天ゴールデンイーグルス戦（東京ドーム）の6回表に、タッチアップした三塁走者の藤井彰人を本塁へのダイレクト返球で刺した際に右ふくらはぎを故障し、その後の怪我の調子も思わしくなく、同年限りで現役引退を決意。9月28日のペナントレース本拠地最終戦で引退試合が行われた。

### 現役引退後
2006年から二軍打撃コーチに就任。2007年シーズン限りでコーチを退任し、プロスカウトに就任し、2012年まで務めた。
その後は川崎市のスポーツDEPOにてアドバイザリースタッフを務め、野球用品の販売やグラブの修理加工だけでなく、店内のヒッティングケージで、子どもを中心に指導を行っている。

## 選手としての特徴・人物
勝負強い打撃で「ビッグバン打線」のクリーンナップを務めた強打者。
現役時代の最も印象に残る一打として、2003年の4月21日のダイエー戦で、9回表に杉内俊哉から放った代打逆転スリーランを挙げている。

## 詳細情報

### 年度別打撃成績
| 年 度     | 球 団     | 試 合 | 打 席 | 打 数 | 得 点 | 安 打 | 二 塁 打 | 三 塁 打 | 本 塁 打 | 塁 打 | 打 点 | 盗 塁 | 盗 塁 死 | 犠 打 | 犠 飛 | 四 球 | 敬 遠 | 死 球 | 三 振 | 併 殺 打 | 打 率 | 出 塁 率 | 長 打 率 | O P S |
| --------- | --------- | ----- | ----- | ----- | ----- | ----- | -------- | -------- | -------- | ----- | ----- | ----- | -------- | ----- | ----- | ----- | ----- | ----- | ----- | -------- | ----- | -------- | -------- | ----- |
| 1995      | 日本ハム  | 5     | 1     | 1     | 2     | 0     | 0        | 0        | 0        | 0     | 0     | 0     | 0        | 0     | 0     | 0     | 0     | 0     | 0     | 0        | .000  | .000     | .000     | .000  |
| 1997      | 日本ハム  | 1     | 4     | 2     | 2     | 1     | 0        | 0        | 0        | 1     | 0     | 0     | 0        | 0     | 0     | 2     | 0     | 0     | 0     | 0        | .500  | .750     | .500     | 1.250 |
| 1999      | 日本ハム  | 21    | 27    | 24    | 5     | 4     | 2        | 0        | 0        | 6     | 1     | 0     | 0        | 0     | 0     | 2     | 0     | 1     | 6     | 0        | .167  | .259     | .250     | .509  |
| 2000      | 日本ハム  | 80    | 297   | 268   | 34    | 71    | 15       | 0        | 6        | 104   | 46    | 1     | 1        | 9     | 3     | 14    | 0     | 3     | 52    | 8        | .265  | .306     | .388     | .694  |
| 2001      | 日本ハム  | 58    | 177   | 166   | 15    | 36    | 3        | 0        | 4        | 51    | 16    | 0     | 2        | 3     | 1     | 6     | 1     | 1     | 27    | 2        | .217  | .247     | .307     | .554  |
| 2002      | 日本ハム  | 18    | 56    | 44    | 5     | 9     | 3        | 0        | 0        | 12    | 1     | 0     | 2        | 5     | 0     | 5     | 0     | 2     | 8     | 4        | .205  | .314     | .273     | .586  |
| 2003      | 日本ハム  | 88    | 252   | 238   | 29    | 63    | 7        | 2        | 11       | 107   | 49    | 0     | 0        | 1     | 3     | 9     | 0     | 1     | 53    | 14       | .265  | .291     | .450     | .740  |
| 2004      | 日本ハム  | 88    | 235   | 206   | 23    | 56    | 11       | 3        | 5        | 88    | 37    | 1     | 1        | 1     | 3     | 21    | 1     | 4     | 55    | 3        | .272  | .346     | .427     | .773  |
| 2005      | 日本ハム  | 28    | 63    | 58    | 3     | 12    | 3        | 0        | 0        | 15    | 2     | 0     | 1        | 1     | 0     | 2     | 0     | 2     | 17    | 2        | .207  | .258     | .259     | .517  |
| 通算：9年 | 通算：9年 | 387   | 1112  | 1007  | 118   | 252   | 44       | 5        | 26       | 384   | 152   | 2     | 7        | 20    | 10    | 61    | 2     | 14    | 218   | 33       | .250  | .299     | .381     | .681  |

### 記録
- 初出場：1995年4月4日、対オリックス・ブルーウェーブ1回戦（東京ドーム） 、7回裏にロブ・デューシーの代走として出場
- 初先発出場：1997年10月2日、対千葉ロッテマリーンズ27回戦（千葉マリンスタジアム）、8番・左翼手として先発出場
- 初安打：同上、6回表に川俣浩明から
- 初打点：1999年8月29日、対大阪近鉄バファローズ25回戦（東京ドーム）、5回裏に石毛博史から中前適時打
- 初盗塁：2000年5月10日、対福岡ダイエーホークス8回戦（福岡ドーム）、9回表に二盗（投手：斉藤和巳、捕手：的場直樹）
- 初本塁打：2000年5月23日、対オリックス・ブルーウェーブ9回戦（東京ドーム）、5回裏に加藤伸一から左越3ラン

### 背番号
- 39 （1995年 - 2005年）
- 79 （2006年 - 2007年）